# Jacquelyn Ann Kallunki
Jacquelyn Ann Kallunki (n. 1948 ) es una botánica brasileña-estadounidense. Desarrolla actividades científicas en taxonomía, filogenia y evolución de las familias, con énfasis en los taxones neotropicales del Amazonas, en el Departamento de Sistemática Vegetal de la Universidad Federal del Oeste de Pará (UFOPA). En la actualidad desarrolla actividades académicas como Directora Asociada y Curadora, en el Herbario William & Lynda Steere, del Jardín Botánico de Nueva York, trabajando entre otras en el "Proyecto Catálogo de Las especies de Brasil".
En 1979, obtuvo su Ph.D., por la Universidad de Wisconsin, siendo experta en Galipeinae (rutáceas).

## Algunas publicaciones
- jacquelyn a. Kallunki. 2002a. Rutaceae. En: S. A. Mori, G. Cremers, C. Gracie, J.-J. de Granville, S. V. Heald, M. Hoff,& J. D. Mitchell (eds.) Guide to the vascular plants of central French Guiana. Parte 2. Dicotyledons. Mem. New York Bot. Gard. 76(2): 649-656

- ---------------------------------. 2002b. Goodyera (Orchidaceae). pp. 514-517, fig. pág. 513. En: Flora of North America. Vol. 26. Oxford University Press

- m.w. Chase, c.m. Morton, jacquelyn a. Kallunki. 1999. Phylogenetic relationships of Rutaceae: a cladistic analysis of the subfamilies using evidence from rbcL and atpB sequence variation. Amer. J. Bot. 86: 1191-1199

- jacquelyn a. Kallunki. 1998a. Revision of Ticorea Aubl. (Rutaceae, Galipeinae). Brittonia 50: 500-513

- ---------------------------------, j.r. Pirani. 1998b. Synopses of Angostura Roem. & Schult. and Conchocarpus J.C.Mikan. Kew Bull. 53: 257-334

- ---------------------------------. 1998c. Andreadoxa flava (Rutaceae, Cuspariinae): a new genus and species from Bahia, Brazil. Brittonia 50: 59-62

### Libros
- ghillean t. Prance, jacquelyn a. Kallunki. 1984. Ethnobotany in the neotropics: proceedings. Volumen 1 de Advances in economic botany. Edición ilustrada de New York Botanical Garden, 156 pp. ISBN 0893272531

- ---------------------------------. 1979. Reproductive biology of mixed-species populations of Goodyera (Orchidaceae) in northern Michigan. Editor University of Wisconsin--Madison. 142 pp.

- ---------------------------------. 1974. Population studies in Goodyera (Orchidaceae) with emphasis on the hybrid origin of G. tesselata. Editor University of Wisconsin--Madison, 292 pp.

## Honores
- Editora asociada de Brittonia